# Ревень волнистый
Реве́нь волни́стый (лат. Rheum rhabarbarum) — травянистое растение, вид рода Ревень семейства Гречишные.

## Ботаническое описание

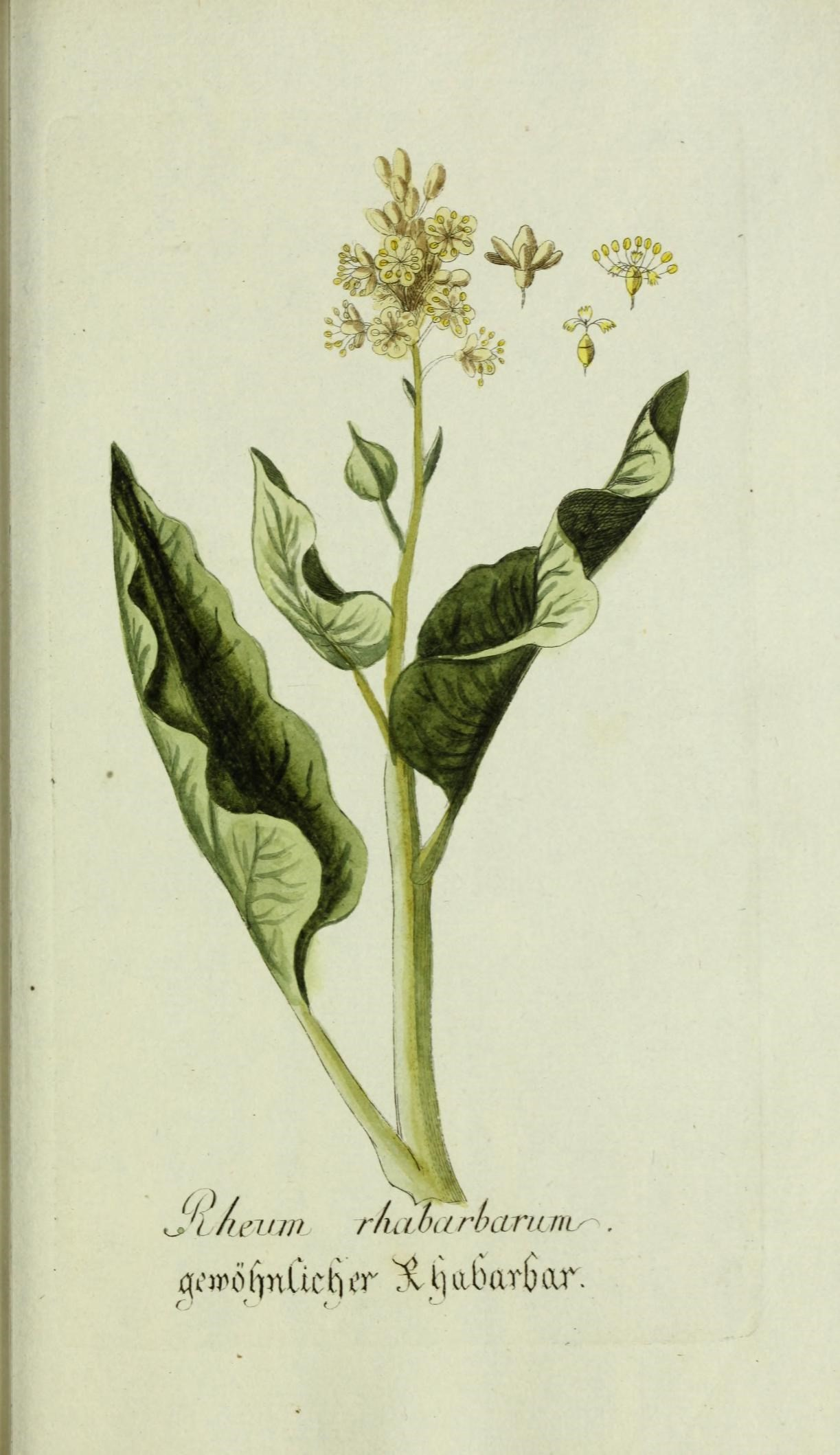
Ботаническая иллюстрация из книги Plantarum indigenarum et exoticarum icones ad vivum coloratae, 1779

Многолетник с мощным стержневым корнем.
Листья треугольные, 15—60 см длиной, с волнистым краем и сердцевидным основанием, с длинными, широкими зелёными или окрашенными черешками; верхние стеблевые листья сидячие.
Соцветие метельчатое, цветки мелкие, околоцветник из шести продолговато-яйцевидных жёлтых листочков. Цветёт в мае — июне.
Плоды — яйцевидные тускло-коричневые орешки 8 мм длиной и 6—7 мм шириной со светло-коричневыми крыльями, имеющими жилку посредине. Размножается семенами.

## Распространение и среда обитания
В России растёт в Восточной Сибири по опушкам, в разреженных лесах, на песчаных почвах.
Введён в культуру как раннее овощное растение.

## Хозяйственное значение и применение
Ревень волнистый — огородная культура. В пищу идут черешки листьев вместо шпината, а также в виде компота, варенья, киселей, вина, кваса, мармелада, цукатов. Черешки листьев содержат витамины B2, C, E, каротин, пектиновые вещества, яблочную, лимонную и щавелевую кислоты.
Несмотря на то, что ревень обычно считается овощем, в США решением суда Нью-Йорка от 1947 года ревень является фруктом с точки зрения стандартов и налогообложения. В результате налоги на ввозимый пищевой ревень снизились, так как налоги на овощи были выше, чем на фрукты.
Культивирование ревеня наиболее распространено в Англии и США. Свежие черешки по удалении плотной кожицы режут на кусочки и употребляют разными способами, в частности, обваренные кипятком, протёртые через решето и сваренные с сахаром идут в качестве начинки в сладкие пироги, напоминая вкусом яблочное пюре.
В России 5—6-летние растения дают до 40 т черешков листьев с одного гектара. Ревень волнистый очень холодостоек, может культивироваться в северных районах.
Черешки листьев обладают противоцинготным действием.
Корни содержат большое количество дубильных веществ, гликозид рапонтицин и хризофановую кислоту; обладают слабительным действием; используются при изготовлении горьких ликёров.

## Токсичность

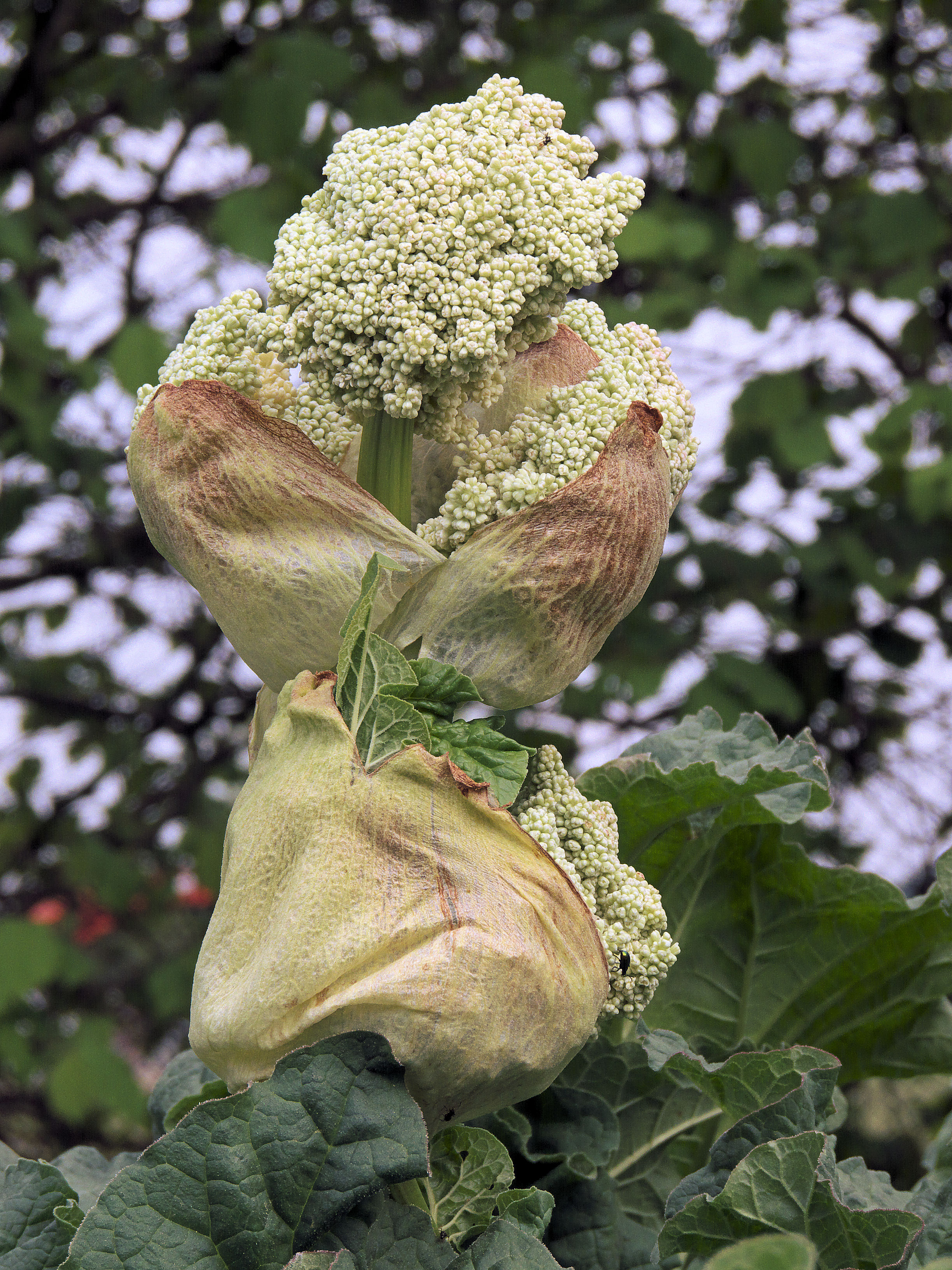
Соцветие

Листья ревеня содержат ядовитые соединения, в том числе щавелевую кислоту. Известны случаи отравления людей. Эта проблема была особенно острой в Великобритании во время Первой мировой войны, когда листья ревеня были рекомендованы в пищу.

## Ботаническая классификация

### Синонимы
По данным The Plant List на 2013 год, в синонимику вида входят:
- Rhabarbarum verum Garsault, nom. inval.
- Rhabarbarum franzenbachii Münter
- Rheum undulalum L.
- Rheum undulatum L.